# Fábián Zoltán (labdarúgó)
Fábián Zoltán (Kunágota, 1930. március 30. – Budapest, 2022. május 9.) labdarúgó, hátvéd.

## Pályafutása
1948 és 1951 között a Bp. Dózsa labdarúgója volt. Az élvonalban 1948. november 21-én mutatkozott be a Salgótarján ellen, ahol csapata 2–1-es győzelmet aratott. Tagja volt az 1950-őszi és 1952-es bronzérmes csapatnak. 1952 és 1955 között a Sztálin Vasmű csapatában szerepelt. 1956 és 1957 között az MTK, 1957 és 1959 a BVSC játékosa volt. Az élvonalban összesen 90 alkalommal lépett a pályára.

## Sikerei, díjai
- Magyar bajnokság
  - 2.: 1957-tavasz
  - 3.: 1950-ősz, 1951

- A Magyar Népköztársaság kiváló sportolója (1951)[6]